# Theraps
Genre
Theraps est un genre neotropical de Cichlasomatinae. Theraps irregularis Günther, 1862 est l'espèce-type du genre.

## Liste des espèces
Selon FishBase (26 janv. 2017) :
- Theraps coeruleus Stawikowski & Werner, 1987
- Theraps godmanni (Günther, 1862)
- Theraps heterospilus (Hubbs, 1936)
- Theraps intermedius (Günther, 1862)
- Theraps irregularis Günther, 1862
- Theraps lentiginosus (Steindachner, 1864)
- Theraps microphthalmus (Günther, 1862)
- Theraps wesseli Miller, 1996